# Patinage artistique aux Jeux olympiques de 2010
Navigation
Turin 2006 Sotchi 2014
Les épreuves de patinage artistique aux Jeux olympiques d'hiver de 2010 se déroulent du 14 au 25 février 2010 au Pacific Coliseum de Vancouver au Canada.  
Les compétitions regroupent trente-et-un pays et cent quarante-six athlètes (soixante-treize hommes et soixante-treize femmes).

## Qualifications
Les patineurs sont éligibles à l'épreuve s'ils représentent une nation membre du Comité international olympique et de l'Union internationale de patinage (International Skating Union en anglais). Les fédérations nationales sélectionnent leurs patineurs en fonction de leurs propres critères, mais l'Union internationale de patinage exige un score minimum d'éléments techniques (Technical Elements Score en anglais) lors d'une compétition internationale avant les Jeux olympiques. 
Sur la base des résultats des championnats du monde 2009, l'Union internationale de patinage autorise chaque pays à avoir de une à trois inscriptions par discipline.
| Entrées | Messieurs                                       | Dames                                                         | Couples                             | Danse sur glace                  |
| --- | ----------------------------------------------- | ------------------------------------------------------------- | ----------------------------------- | -------------------------------- |
| 3 | Japon États-Unis                                | Japon                                                         | Chine Russie                        | Russie États-Unis                |
| 2 | Canada Tchéquie France Italie Kazakhstan Russie | Canada Finlande Géorgie Russie Corée du Sud Suisse États-Unis | Canada Allemagne Ukraine États-Unis | Canada France Italie Royaume-Uni |
| Les pays non listés dans ce tableau peuvent avoir une entrée si leurs patineurs remplissent des critères de sélections de l'Union internationale de patinage. |                                                 |                                                               |                                     |                                  |

## Calendrier des compétitions
Le tableau ci-dessous montre le calendrier des quatre épreuves de patinage artistique.
- Épreuves avec médailles

Tous les horaires sont au Pacific Standard Time (UTC-8).
| Date       | Horaires      | Épreuve                           |
| ---------- | ------------- | --------------------------------- |
| 14 février | 16h30 / 19h55 | Couples : Programme court         |
| 15 février | 17h00 / 20h55 | Couples : Programme libre         |
| 16 février | 16h15 / 20h45 | Messieurs : Programme court       |
| 18 février | 17h00 / 21h05 | Messieurs : Programme libre       |
| 19 février | 16h45 / 20h05 | Danse sur glace : Danse imposée   |
| 21 février | 16h15 / 19h45 | Danse sur glace : Danse originale |
| 22 février | 16h45 / 20h55 | Danse sur glace : Danse libre     |
| 23 février | 16h30 / 21h00 | Dames : Programme court           |
| 25 février | 17h00 / 20h55 | Dames : Programme libre           |
| 27 février | 16h30 / 19h00 | Gala d'exhibition                 |

## Participants
146 patineurs de 31 nations participent aux Jeux olympiques d'hiver de 2010 : 73 hommes et 73 femmes.
| Pays          | Participants Hommes | Participantes Femmes | Nombre d'hommes | Nombre de femmes | Nombre total |
| ------------- | --- | --- | --------------- | ---------------- | ------------ |
| Allemagne     | William Beier Stefan Lindemann Robin Szolkowy Daniel Wende                                                                       | Christina Beier Maylin Hausch Sarah Hecken Aljona Savchenko                                                                | 4               | 4                | 8            |
| Australie     | | Cheltzie Lee | 0               | 1                | 1            |
| Autriche      | Viktor Pfeifer | Miriam Ziegler | 1               | 1                | 2            |
| Belgique      | Kevin Van Der Perren | Isabelle Pieman | 1               | 1                | 2            |
| Canada        | Patrick Chan Vaughn Chipeur Bryce Davison Cody Hay Scott Moir Paul Poirier                                                       | Vanessa Crone Jessica Dube Anabelle Langlois Cynthia Phaneuf Joannie Rochette Tessa Virtue                                 | 6               | 6                | 12           |
| Chine         | Tong Jian Zhang Hao Zhao Hongbo Zheng Xun                                                                                        | Pang Qing Shen Xue Yan Liu Huang Xintong Zhang Dan                                                                         | 4               | 5                | 9            |
| Corée du Nord | Ri Song-chol | | 1               | 0                | 1            |
| Corée du Sud  | | Kim Yuna Kwak Min-Jeong | 0               | 2                | 2            |
| Espagne       | Javier Fernández | Sonia Lafuente | 1               | 1                | 2            |
| Estonie       | Ilja Glebov Taavi Rand | Elena Glebova Maria Sergejeva Irina Shtork                                                                                 | 2               | 3                | 5            |
| États-Unis    | Jeremy Abbott Benjamin Agosto Jeremy Barrett Evan Bates Mark Ladwig Evan Lysacek Johnny Weir Charlie White                       | Tanith Belbin Meryl Davis Caydee Denney Amanda Evora Rachael Flatt Mirai Nagasu Emily Samuelson                            | 8               | 7                | 15           |
| Finlande      | Ari-Pekka Nurmenkari | Kiira Korpi Laura Lepistö                                                                                                  | 1               | 2                | 3            |
| France        | Florent Amodio Yannick Bonheur Fabian Bourzat Brian Joubert Olivier Schoenfelder                                                 | Isabelle Delobel Vanessa James Nathalie Péchalat                                                                           | 5               | 3                | 8            |
| Géorgie       | Otar Japaridze | Elene Gedevanishvili Allison Reed                                                                                          | 1               | 2                | 3            |
| Hongrie       | Maxim Zavozin | Nóra Hoffmann Júlia Sebestyén                                                                                              | 1               | 2                | 3            |
| Israël        | Roman Zaretski | Alexandra Zaretski | 1               | 1                | 2            |
| Italie        | Paolo Bacchini Samuel Contesti Yannick Kocon Luca Lanotte Massimo Scali                                                          | Anna Cappellini Nicole Della Monica Federica Faiella Carolina Kostner                                                      | 5               | 4                | 9            |
| Japon         | Takahiko Kozuka Nobunari Oda Chris Reed Daisuke Takahashi                                                                        | Miki Ando Mao Asada Cathy Reed Akiko Suzuki                                                                                | 4               | 4                | 8            |
| Kazakhstan    | Abzal Rakimgaliev Denis Ten | | 2               | 0                | 2            |
| Ouzbékistan   | | Anastasia Gimazetdinova | 0               | 1                | 1            |
| Pologne       | Mateusz Chruscinski Przemyslaw Domanski                                                                                          | Anna Jurkiewicz Joanna Sulej                                                                                               | 2               | 2                | 4            |
| Roumanie      | Zoltan Kelemen | | 1               | 0                | 1            |
| Royaume-Uni   | Nicholas Buckland John Kerr David King                                                                                           | Penny Coomes Stacey Kemp Sinead Kerr Jenna McCorkell                                                                       | 3               | 4                | 7            |
| Russie        | Artem Borodulin Maksim Chabaline Yuri Larionov Sergey Novitski Evgeni Plushenko Alexandre Smirnov Dmitri Soloviev Maksim Trankov | Oksana Domnina Vera Bazarova Ekaterina Bobrova Yuko Kavaguti Jana Khokhlova Alena Leonova Ksenia Makarova Maria Mukhortova | 8               | 8                | 16           |
| Slovaquie     | | Ivana Reitmayerova | 0               | 1                | 1            |
| Slovénie      | Gregor Urbas | Teodora Postic | 1               | 1                | 2            |
| Suède         | Adrian Schultheiss | | 1               | 0                | 1            |
| Suisse        | Antoine Dorsaz Stéphane Lambiel                                                                                                  | Sarah Meier Anais Morand                                                                                                   | 2               | 2                | 4            |
| Tchéquie      | Michal Brezina Tomas Verner David Vincour                                                                                        | Kamila Hajkova | 3               | 1                | 4            |
| Turquie       | | Tugba Karademir | 0               | 1                | 1            |
| Ukraine       | Anton Kovalevski Stanislaw Morosow Stanislav Morozov Roman Talan                                                                 | Ekaterina Kostenko Tatiana Volosozhar Tatjana Wolossoschar                                                                 | 4               | 3                | 7            |
| Total         | Total | Total | 73              | 73               | 146          |

## Podiums
| Épreuves                            | Or                        | Argent                      | Bronze                            |
| ----------------------------------- | ------------------------- | --------------------------- | --------------------------------- |
| Messieurs résultats détaillés       | Evan Lysacek              | Evgeni Plushenko            | Daisuke Takahashi                 |
| Dames résultats détaillés           | Kim Yuna                  | Mao Asada                   | Joannie Rochette                  |
| Couples résultats détaillés         | Shen Xue / Zhao Hongbo    | Pang Qing / Tong Jian       | Aljona Savchenko / Robin Szolkowy |
| Danse sur glace résultats détaillés | Tessa Virtue / Scott Moir | Meryl Davis / Charlie White | Oksana Domnina / Maksim Chabaline |

## Tableau des médailles
| Rang  | Pays         | Médaille d'or, Jeux olympiques | Médaille d'argent, Jeux olympiques | Médaille de bronze, Jeux olympiques | Total |
| 1     | Chine        | 1                              | 1                                  | 0                                   | 2     |
| 1     | États-Unis   | 1                              | 1                                  | 0                                   | 2     |
| 3     | Canada       | 1                              | 0                                  | 1                                   | 2     |
| 4     | Corée du Sud | 1                              | 0                                  | 0                                   | 1     |
| 5     | Japon        | 0                              | 1                                  | 1                                   | 2     |
| 5     | Russie       | 0                              | 1                                  | 1                                   | 2     |
| 7     | Allemagne    | 0                              | 0                                  | 1                                   | 1     |
| Total | Total        | 4                              | 4                                  | 4                                   | 12    |

## Détails des compétitions

### Messieurs
| Rang                                        | Nom                  | Pays          | Points | Programme court | Programme court | Programme libre | Programme libre |
| ------------------------------------------- | -------------------- | ------------- | ------ | --------------- | --------------- | --------------- | --------------- |
| 1                                           | Evan Lysacek         | États-Unis    | 257.67 | 2               | 90.30           | 1               | 167.37          |
| 2                                           | Evgeni Plushenko     | Russie        | 256.36 | 1               | 90.85           | 2               | 165.51          |
| 3                                           | Daisuke Takahashi    | Japon         | 247.23 | 3               | 90.25           | 5               | 156.98          |
| 4                                           | Stéphane Lambiel     | Suisse        | 246.72 | 5               | 84.63           | 3               | 162.09          |
| 5                                           | Patrick Chan         | Canada        | 241.42 | 7               | 81.12           | 4               | 160.30          |
| 6                                           | Johnny Weir          | États-Unis    | 238.87 | 6               | 82.10           | 6               | 156.77          |
| 7                                           | Nobunari Oda         | Japon         | 238.54 | 4               | 84.85           | 7               | 153.69          |
| 8                                           | Takahiko Kozuka      | Japon         | 231.19 | 8               | 79.59           | 8               | 151.60          |
| 9                                           | Jeremy Abbott        | États-Unis    | 218.96 | 15              | 69.40           | 9               | 149.56          |
| 10                                          | Michal Březina       | Tchéquie      | 216.73 | 9               | 78.80           | 11              | 137.93          |
| 11                                          | Denis Ten            | Kazakhstan    | 211.25 | 10              | 76.24           | 14              | 135.01          |
| 12                                          | Florent Amodio       | France        | 210.30 | 11              | 75.35           | 15              | 134.95          |
| 13                                          | Artem Borodulin      | Russie        | 210.16 | 13              | 72.24           | 12              | 137.92          |
| 14                                          | Javier Fernández     | Espagne       | 206.68 | 16              | 68.69           | 10              | 137.99          |
| 15                                          | Adrian Schultheiss   | Suède         | 200.44 | 22              | 63.13           | 13              | 137.31          |
| 16                                          | Brian Joubert        | France        | 200.22 | 18              | 68.00           | 16              | 132.22          |
| 17                                          | Kevin Van Der Perren | Belgique      | 189.84 | 12              | 72.90           | 18              | 116.94          |
| 18                                          | Samuel Contesti      | Italie        | 187.50 | 14              | 70.60           | 19              | 116.90          |
| 19                                          | Tomáš Verner         | Tchéquie      | 184.74 | 19              | 65.32           | 17              | 119.42          |
| 20                                          | Paolo Bacchini       | Italie        | 177.21 | 20              | 64.42           | 22              | 112.79          |
| 21                                          | Viktor Pfeifer       | Autriche      | 175.93 | 23              | 60.88           | 20              | 115.05          |
| 22                                          | Stefan Lindemann     | Allemagne     | 171.98 | 17              | 68.50           | 23              | 103.48          |
| 23                                          | Vaughn Chipeur       | Canada        | 170.92 | 24              | 57.22           | 21              | 113.70          |
| 24                                          | Anton Kovalevski     | Ukraine       | 165.90 | 21              | 63.81           | 24              | 102.09          |
| Patineurs éliminés après le programme court |                      |               |        |                 |                 |                 |                 |
| 25                                          | Ri Song-chol         | Corée du Nord |        | 25              | 56.60           | NC              | NC              |
| 26                                          | Abzal Rakimgaliev    | Kazakhstan    |        | 26              | 55.88           | NC              | NC              |
| 27                                          | Gregor Urbas         | Slovénie      |        | 27              | 53.02           | NC              | NC              |
| 28                                          | Przemysław Domański  | Pologne       |        | 28              | 52.14           | NC              | NC              |
| 29                                          | Zoltán Kelemen       | Roumanie      |        | 29              | 51.95           | NC              | NC              |
| 30                                          | Ari-Pekka Nurmenkari | Finlande      |        | 30              | 44.62           | NC              | NC              |

### Dames

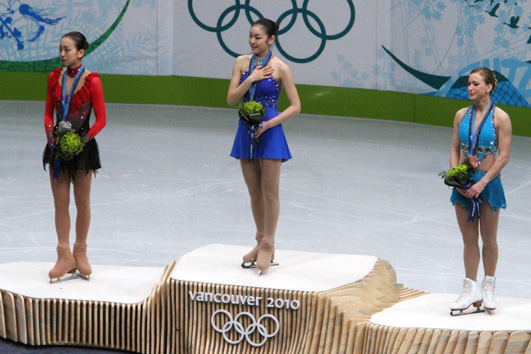
Podium des Dames

| Rang                                          | Nom                     | Pays         | Points | Programme court | Programme court | Programme libre | Programme libre |
| --------------------------------------------- | ----------------------- | ------------ | ------ | --------------- | --------------- | --------------- | --------------- |
| 1                                             | Kim Yuna                | Corée du Sud | 228.56 | 1               | 78.50           | 1               | 150.06          |
| 2                                             | Mao Asada               | Japon        | 205.50 | 2               | 73.78           | 2               | 131.72          |
| 3                                             | Joannie Rochette        | Canada       | 202.64 | 3               | 71.36           | 3               | 131.28          |
| 4                                             | Mirai Nagasu            | États-Unis   | 190.15 | 6               | 63.76           | 5               | 126.39          |
| 5                                             | Miki Ando               | Japon        | 188.86 | 4               | 64.76           | 6               | 124.10          |
| 6                                             | Laura Lepistö           | Finlande     | 187.97 | 10              | 61.36           | 4               | 126.61          |
| 7                                             | Rachael Flatt           | États-Unis   | 182.49 | 5               | 64.64           | 8               | 117.85          |
| 8                                             | Akiko Suzuki            | Japon        | 181.44 | 11              | 61.02           | 7               | 120.42          |
| 9                                             | Alena Leonova           | Russie       | 172.46 | 8               | 62.14           | 10              | 110.32          |
| 10                                            | Ksenia Makarova         | Russie       | 171.91 | 12              | 59.22           | 9               | 112.69          |
| 11                                            | Kiira Korpi             | Finlande     | 161.57 | 17              | 52.96           | 11              | 108.61          |
| 12                                            | Cynthia Phaneuf         | Canada       | 156.62 | 14              | 57.16           | 13              | 99.46           |
| 13                                            | Kwak Min-jeong          | Corée du Sud | 155.53 | 16              | 53.16           | 12              | 102.37          |
| 14                                            | Elene Gedevanishvili    | Géorgie      | 155.24 | 9               | 61.92           | 17              | 93.32           |
| 15                                            | Sarah Meier             | Suisse       | 152.81 | 15              | 56.70           | 14              | 96.11           |
| 16                                            | Carolina Kostner        | Italie       | 151.90 | 7               | 63.02           | 19              | 88.88           |
| 17                                            | Júlia Sebestyén         | Hongrie      | 151.26 | 13              | 57.46           | 16              | 93.80           |
| 18                                            | Sarah Hecken            | Allemagne    | 143.94 | 23              | 49.04           | 15              | 94.90           |
| 19                                            | Liu Yan                 | Chine        | 143.47 | 19              | 51.74           | 18              | 91.73           |
| 20                                            | Cheltzie Lee            | Australie    | 138.16 | 18              | 52.16           | 20              | 86.00           |
| 21                                            | Jelena Glebova          | Estonie      | 134.19 | 20              | 50.80           | 22              | 83.39           |
| 22                                            | Sonia Lafuente          | Espagne      | 133.51 | 22              | 49.74           | 21              | 83.77           |
| 23                                            | Anastasia Gimazetdinova | Ouzbékistan  | 131.65 | 24              | 49.02           | 23              | 82.63           |
| 24                                            | Tuğba Karademir         | Turquie      | 129.54 | 21              | 50.74           | 24              | 78.80           |
| Patineuses éliminées après le programme court |                         |              |        |                 |                 |                 |                 |
| 25                                            | Isabelle Pieman         | Belgique     |        | 25              | 46.10           | NC              | NC              |
| 26                                            | Miriam Ziegler          | Autriche     |        | 26              | 43.84           | NC              | NC              |
| 27                                            | Teodora Poštič          | Slovénie     |        | 27              | 43.80           | NC              | NC              |
| 28                                            | Ivana Reitmayerová      | Slovaquie    |        | 28              | 41.94           | NC              | NC              |
| 29                                            | Jenna McCorkell         | Royaume-Uni  |        | 29              | 40.64           | NC              | NC              |
| 30                                            | Anna Jurkiewicz         | Pologne      |        | 30              | 36.10           | NC              | NC              |

### Couples

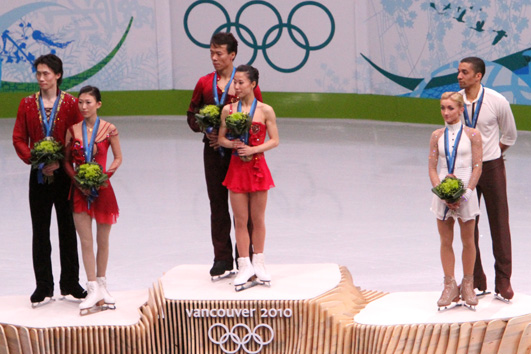
Podium des couples artistiques

| Rang | Nom                                    | Pays        | Points | Programme court | Programme court | Programme libre | Programme libre |
| ---- | -------------------------------------- | ----------- | ------ | --------------- | --------------- | --------------- | --------------- |
| 1    | Shen Xue / Zhao Hongbo                 | Chine       | 216.57 | 1               | 76.66           | 2               | 139.91          |
| 2    | Pang Qing / Tong Jian                  | Chine       | 213.31 | 4               | 71.50           | 1               | 141.81          |
| 3    | Aljona Savchenko / Robin Szolkowy      | Allemagne   | 210.60 | 2               | 75.96           | 3               | 134.64          |
| 4    | Yuko Kavaguti / Alexandre Smirnov      | Russie      | 194.77 | 3               | 74.16           | 7               | 120.61          |
| 5    | Zhang Dan / Zhang Hao                  | Chine       | 194.34 | 5               | 71.28           | 4               | 123.06          |
| 6    | Jessica Dubé / Bryce Davison           | Canada      | 187.11 | 6               | 65.36           | 6               | 121.75          |
| 7    | Maria Mukhortova / Maksim Trankov      | Russie      | 185.79 | 8               | 63.44           | 5               | 122.35          |
| 8    | Tatiana Volosozhar / Stanislav Morozov | Ukraine     | 181.78 | 9               | 62.14           | 8               | 119.64          |
| 9    | Anabelle Langlois / Cody Hay           | Canada      | 179.97 | 7               | 64.20           | 9               | 115.77          |
| 10   | Amanda Evora / Mark Ladwig             | États-Unis  | 171.92 | 10              | 57.86           | 10              | 114.06          |
| 11   | Vera Bazarova / Yuri Larionov          | Russie      | 163.50 | 12              | 56.54           | 11              | 106.96          |
| 12   | Nicole Della Monica / Yannick Kocon    | Italie      | 161.60 | 11              | 56.82           | 13              | 104.78          |
| 13   | Caydee Denney / Jeremy Barrett         | États-Unis  | 158.33 | 14              | 53.26           | 12              | 105.07          |
| 14   | Vanessa James / Yannick Bonheur        | France      | 145.10 | 15              | 51.16           | 14              | 93.94           |
| 15   | Anaïs Morand / Antoine Dorsaz          | Suisse      | 144.42 | 13              | 55.34           | 17              | 89.08           |
| 16   | Stacey Kemp / David King               | Royaume-Uni | 139.94 | 16              | 48.28           | 16              | 91.66           |
| 17   | Maylin Hausch / Daniel Wende           | Allemagne   | 138.74 | 17              | 45.46           | 15              | 93.28           |
| 18   | Joanna Sulej / Mateusz Chruściński     | Pologne     | 125.82 | 20              | 39.30           | 18              | 86.52           |
| 19   | Maria Sergejeva / Ilja Glebov          | Estonie     | 124.90 | 18              | 42.18           | 19              | 82.72           |
| 20   | Ekaterina Kostenko / Roman Talan       | Ukraine     | 120.98 | 19              | 39.54           | 20              | 81.44           |

### Danse sur glace

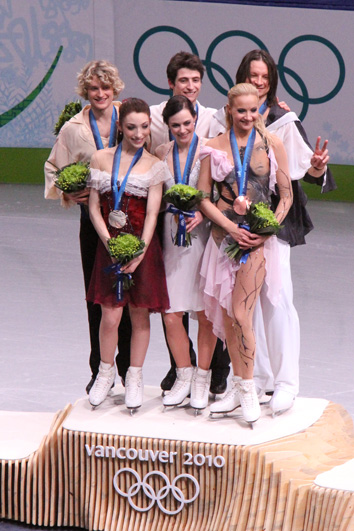
Podium de la danse sur glace

| Rang | Nom                                     | Nation      | Points | Danse imposée | Danse imposée | Danse originale | Danse originale | Danse libre | Danse libre |
| ---- | --------------------------------------- | ----------- | ------ | ------------- | ------------- | --------------- | --------------- | ----------- | ----------- |
| 1    | Tessa Virtue / Scott Moir               | Canada      | 221.57 | 2             | 42.74         | 1               | 68.41           | 1           | 110.42      |
| 2    | Meryl Davis / Charlie White             | États-Unis  | 215.74 | 3             | 41.47         | 2               | 67.08           | 2           | 107.19      |
| 3    | Oksana Domnina / Maksim Chabaline       | Russie      | 207.64 | 1             | 43.76         | 3               | 62.84           | 3           | 101.04      |
| 4    | Tanith Belbin / Benjamin Agosto         | États-Unis  | 203.07 | 4             | 40.83         | 4               | 62.50           | 4           | 99.74       |
| 5    | Federica Faiella / Massimo Scali        | Italie      | 199.17 | 5             | 39.88         | 5               | 60.18           | 5           | 99.11       |
| 6    | Isabelle Delobel / Olivier Schoenfelder | France      | 193.73 | 6             | 37.99         | 7               | 58.68           | 6           | 97.06       |
| 7    | Nathalie Péchalat / Fabian Bourzat      | France      | 190.49 | 9             | 36.13         | 6               | 59.99           | 7           | 94.37       |
| 8    | Sinead Kerr / John Kerr                 | Royaume-Uni | 186.01 | 8             | 37.02         | 8               | 56.76           | 9           | 92.23       |
| 9    | Jana Khokhlova / Sergey Novitski        | Russie      | 185.86 | 7             | 37.18         | 9               | 55.57           | 8           | 93.11       |
| 10   | Alexandra Zaretski / Roman Zaretski     | Israël      | 180.26 | 10            | 34.38         | 10              | 55.24           | 10          | 90.64       |
| 11   | Emily Samuelson / Evan Bates            | États-Unis  | 174.30 | 14            | 31.37         | 11              | 53.99           | 11          | 88.94       |
| 12   | Anna Cappellini / Luca Lanotte          | Italie      | 167.32 | 12            | 33.13         | 12              | 51.45           | 15          | 82.74       |
| 13   | Nóra Hoffmann / Maxim Zavozin           | Hongrie     | 167.23 | 13            | 31.90         | 13              | 51.22           | 13          | 84.11       |
| 14   | Vanessa Crone / Paul Poirier            | Canada      | 164.60 | 15            | 31.14         | 17              | 48.17           | 12          | 85.29       |
| 15   | Ekaterina Bobrova / Dmitri Soloviev     | Russie      | 163.35 | 17            | 29.86         | 15              | 50.61           | 14          | 82.88       |
| 16   | Anna Zadorozhniuk / Sergei Verbillo     | Ukraine     | 163.15 | 11            | 33.87         | 16              | 50.02           | 17          | 79.26       |
| 17   | Cathy Reed / Chris Reed                 | Japon       | 159.60 | 18            | 29.49         | 14              | 50.81           | 16          | 79.30       |
| 18   | Christina Beier / William Beier         | Allemagne   | 149.64 | 16            | 30.31         | 18              | 46.42           | 18          | 72.91       |
| 19   | Huang Xintong / Zheng Xun               | Chine       | 145.52 | 19            | 29.22         | 20              | 45.03           | 20          | 71.27       |
| 20   | Penny Coomes / Nicholas Buckland        | Royaume-Uni | 143.61 | 21            | 25.68         | 19              | 46.33           | 19          | 71.60       |
| 21   | Kamila Hájková / David Vincour          | Tchéquie    | 133.81 | 22            | 23.19         | 22              | 40.54           | 21          | 70.08       |
| 22   | Allison Reed / Otar Japaridze           | Géorgie     | 132.32 | 20            | 26.65         | 21              | 42.22           | 22          | 63.45       |
| 23   | Irina Shtork / Taavi Rand               | Estonie     | 115.18 | 23            | 21.73         | 23              | 35.21           | 23          | 58.24       |